# Синельников, Александр Васильевич
Александр Васильевич Синельников — советский хозяйственный, государственный и политический деятель.

## Биография
Член КПСС.
С 1940 года — на хозяйственной, общественной и политической работе. В 1940—1982 гг. — управляющий трестом «Нефтемаслозаводы», директор Московского завода контрольно-измерительных приборов, начальник специального конструкторского бюро СКБ-5, конструкторского бюро нефтяного приборостроения, директор Всесоюзного научно-исследовательского и проектно-конструкторского института комплексной автоматизации.
За перевооружение нефтяного производства на основе новых научно-технических решений и комплексной автоматизации, обеспечившее высокие темпы роста добычи нефти был в составе коллектива удостоен Ленинской премии 1976 года.
Умер после 1982 года.